# Grossaffoltern
Grossaffoltern är en ort och kommun i distriktet Seeland i kantonen Bern, Schweiz. Kommunen har 3 077 invånare (2023).
I kommunen finns förutom Grossaffoltern även orterna Ammerzwil och Suberg.